# Sialis herrlingi
Sialis herrlingi là một loài côn trùng trong họ Sialidae thuộc bộ Megaloptera. Loài này được Wichard miêu tả năm 2002.